# Зигмунт Глогер
Зигмунт Глогер (пољ. Zygmunt Gloger; Тибори-Камјанка, 3. новембар 1845 — Варшава, 16. август 1910), је био пољски историчар, археолог и етнограф.
Био је син инжењера Јана Глогера и Михалине, рођене Војно. Школовао се у Варшави, 1867. је завршио Главну школу (Szkoła Główna).
Етнографска истраживања је вршио 1867, а 1868. је отпочео студије на Јагелонском универзитету у области историје и археологије.
Глогер је основао претечу модерног и широко популарног пољског друштва за туристе и разгледање (ПТТК).
После брака са Александром Елском 1883. године ишао је на археолошка и етнографска путовања по Пољској и Литванији. 
Његово најзначајније дело је било Старопољска илустрована енциклопедија (1900 — 1903). 
Друга важнија дела:
Народне песме (1892), Књига пољских ствари (1896), Година пољске у животу, традицији и песми (1900). Његова смрт је прекинула дело Дрвена градња и ствари од дрвета у давној пољској (1907 — 1909, слова од A да L).